# Santuario della Consolata

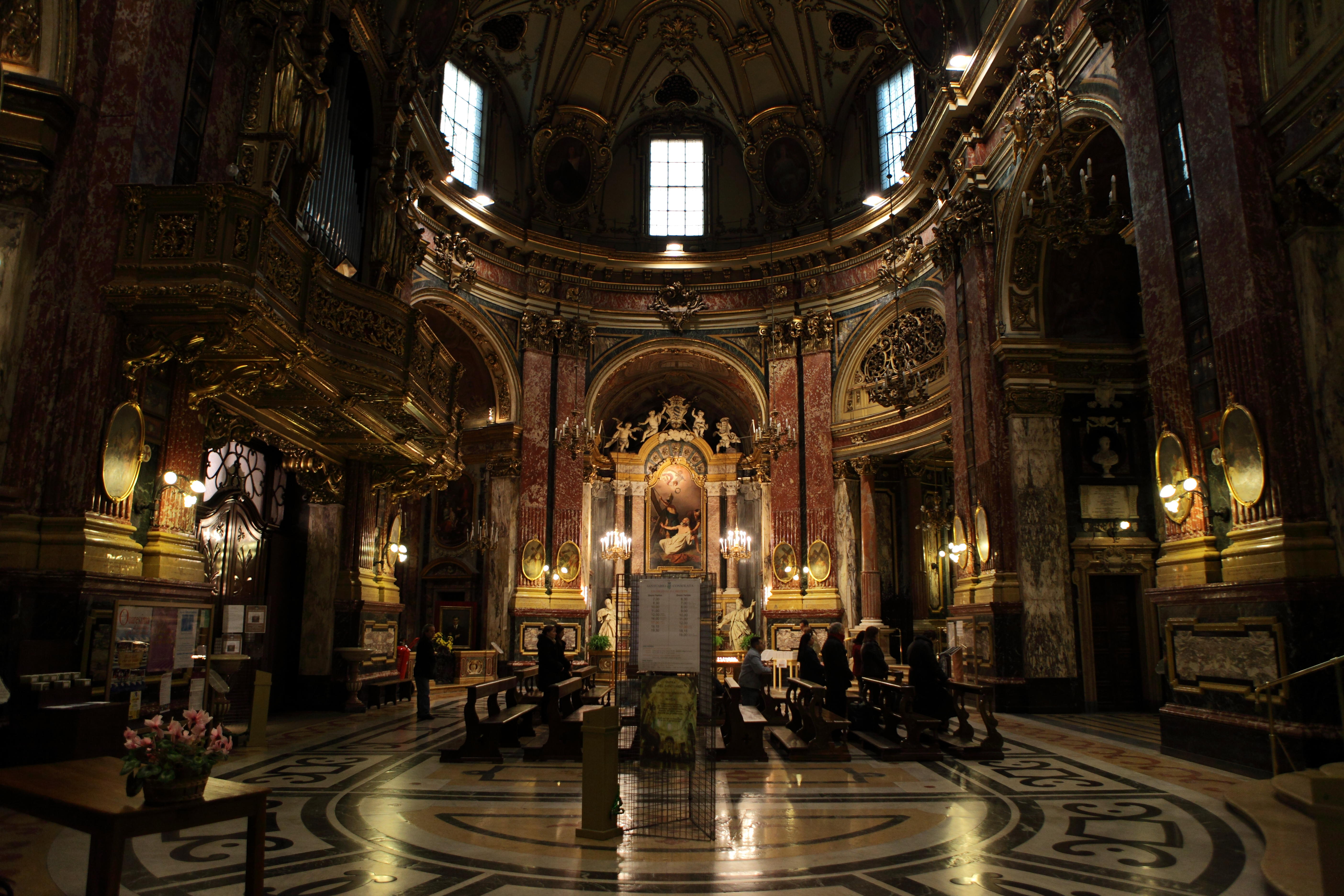
Una veduta dell'interno del santuario.

Il santuario della Consolata (la Consolà [la cʊnsʊˈla] in piemontese), o secondo la denominazione ufficiale, Basilica di Santa Maria della Consolazione, è una chiesa cattolica ubicata a ridosso della via omonima, nonché uno dei luoghi di culto più antichi e popolari di Torino.
Dedicato a Maria, invocata con il titolo di "Consolatrice", è considerato il più importante santuario della città e dell'Arcidiocesi di Torino, oltre che un vero capolavoro del barocco piemontese. Alla sua costruzione contribuirono alcuni fra i più illustri nomi dell'architettura, quali Guarino Guarini, Filippo Juvarra e Carlo Ceppi.
Il santuario fu anche abituale luogo di preghiera di numerosi santi sociali torinesi e ha la dignità di Basilica minore.

## La particolarità del nome
Il pronao del portale reca la scritta latina AUGUSTÆ TAURINORUM CONSOLATRIX ET PATRONA, cioè "Consolatrice e protettrice della Città di Torino" e il vero nome della chiesa è infatti Santuario di Santa Maria della Consolazione. 
Tuttavia, è da sempre nota come "Consolata", invece del più corretto "Consolatrice", quasi fosse Maria a esserlo e non Lei la consolatrice.

## Storia

### Le origini paleocristiane (V secolo)
Il santuario della Consolata ha una storia antichissima. Come si può ben notare dal lato a ridosso della via omonima, la basilica sorge sui resti di una delle torri angolari romane della cinta muraria dell'antica Augusta Taurinorum. Qui, nel V secolo il vescovo Massimo fece erigere, probabilmente sui resti di un precedente tempio pagano, una piccola chiesa paleocristiana a navata unica dedicata a sant'Andrea, con una cappella dedicata alla Vergine, in cui venne posta un'immagine della Madonna.

### La trasformazione in abbazia (XI secolo)
Poco dopo l'anno mille, la chiesa fu sede dei Monaci Novalicensi, reduci della cacciata dalla Valle di Susa da parte dei Saraceni. A loro si deve il primo ampliamento che vide l'edificazione di una nuova chiesa in stile romanico sviluppata su tre navate, con un chiostro sul lato meridionale e il campanile, unica sua testimonianza giunta ai nostri giorni, che risulta ormai discostato rispetto al corpo barocco dell'attuale edificio. Il poderoso campanile, innalzato per incarico dell'abate Gezone di Breme dal monaco architetto Bruningo, come narra il Chronicon Novalicense fra il 980 ed il 1014, risulta pertanto «[...] il monumento architettonico più antico che possa vantare Torino dopo i residui degli edifizi romani».
Tradizione vuole che al suo primo ampliamento abbia contribuito re Arduino nel 1014, in realtà i documenti riportano che la chiesa di Sant'Andrea e l'annesso monastero furono voluti dal marchese Adalberto. La storia del santuario della Consolata è comunque riscontrabile in due documenti, rispettivamente dell'XI e XII secolo e cioè: il Chronicon Novalicense e la Cronica Fruttuaria.

### Il presunto miracolo e l'elevazione a basilica (XII secolo)
La grande devozione che lega la città a questo santuario ha origine da un quadro raffigurante la Madonna, del quale si conserva tuttora una copia all'interno della cripta del santuario.
La storia narra che l'icona originale, durante i vari rimaneggiamenti della chiesa, andò perduta. Un cieco, il cui nome corrisponderebbe a Giovanni Ravacchio, proveniente da Briançon, giunse in pellegrinaggio, sostenendo di aver ricevuto dapprima in sogno, e poi come miracolosa apparizione nei pressi di Pozzo Strada, a ovest di Torino, la Madonna. Quest'ultima gli avrebbe dato precise indicazioni per recuperare l'immagine sacra nei sotterranei dell'antica chiesa di Sant'Andrea. Dopo alcune insistenze presso le autorità vescovili, l'icona fu ritrovata il 20 giugno 1104, mentre il cieco riacquistò la vista. A seguito di questo evento la chiesa fu restaurata ed elevata al grado di basilica, con l'icona collocata solennemente al suo interno. L'episodio non è suffragato da documenti ufficiali, tuttavia esiste una lapide all'interno della chiesa, datata 1595, che pare confermare l'accaduto, in quanto riprodurrebbe il testo di una pergamena ufficiale del 1104.

### Dai Benedettini ai Cistercensi (XV e XVI secolo)
Nel 1448 l'Ordine benedettino commissionò un ulteriore ampliamento della chiesa che venne prolungata di una campata verso la vicina cinta muraria. Così facendo, l'ingresso della chiesa risultò troppo a ridosso delle mura e quindi si optò per spostare l'accesso principale sul lato lungo della basilica.
Documenti ecclesiastici riportano la notizia della visita apostolica del monsignor Angelo Peruzzi nel 1584; in occasione di tale evento gli scritti rivelano la descrizione di un altare ornato decorosamente e la presenza di un'immagine della Gloriosa Vergine contornata da pareti decorate da ex voto.
Nel 1589 l'Ordine cistercense subentrò a quello benedettino risiedendovi per oltre due secoli.

### La prima fase dell'ampliamento (XVII e XVIII secolo)
Con l'avvento del barocco il santuario subì il primo rimaneggiamento ad opera di Guarino Guarini. Nel 1678 la Madama Reale Maria Giovanna Battista di Savoia-Nemours gli affidò il cantiere. Guarini ne rivoluzionò le forme radicalmente, creando il grande corpus ellittico sul volume della precedente navata centrale, mantenendo l'orientamento dell'altare maggiore verso est. A nord, in corrispondenza dell'antica cappella dedicata a "Maria Consolatrice", il Guarini aggiunse un nuovo volume a pianta esagonale. Quest'ultimo venne progettato come esagono sormontato da una cupola simile a quella della chiesa di San Lorenzo, composta da un tamburo con sopra una calotta semisferica incisa dalle unghie delle finestre, componendo un motivo stellare. Gli archi della cupola si sarebbero poggiati su sei sottili pilastri romboidali. La realizzazione dei lavori venne affidata all'ingegnere Antonio Bertola nel 1703, che modificò il progetto di Guarini e rafforzò i pilastri, creando una cupola più tradizionale ma più solida.

### L'assedio del 1706

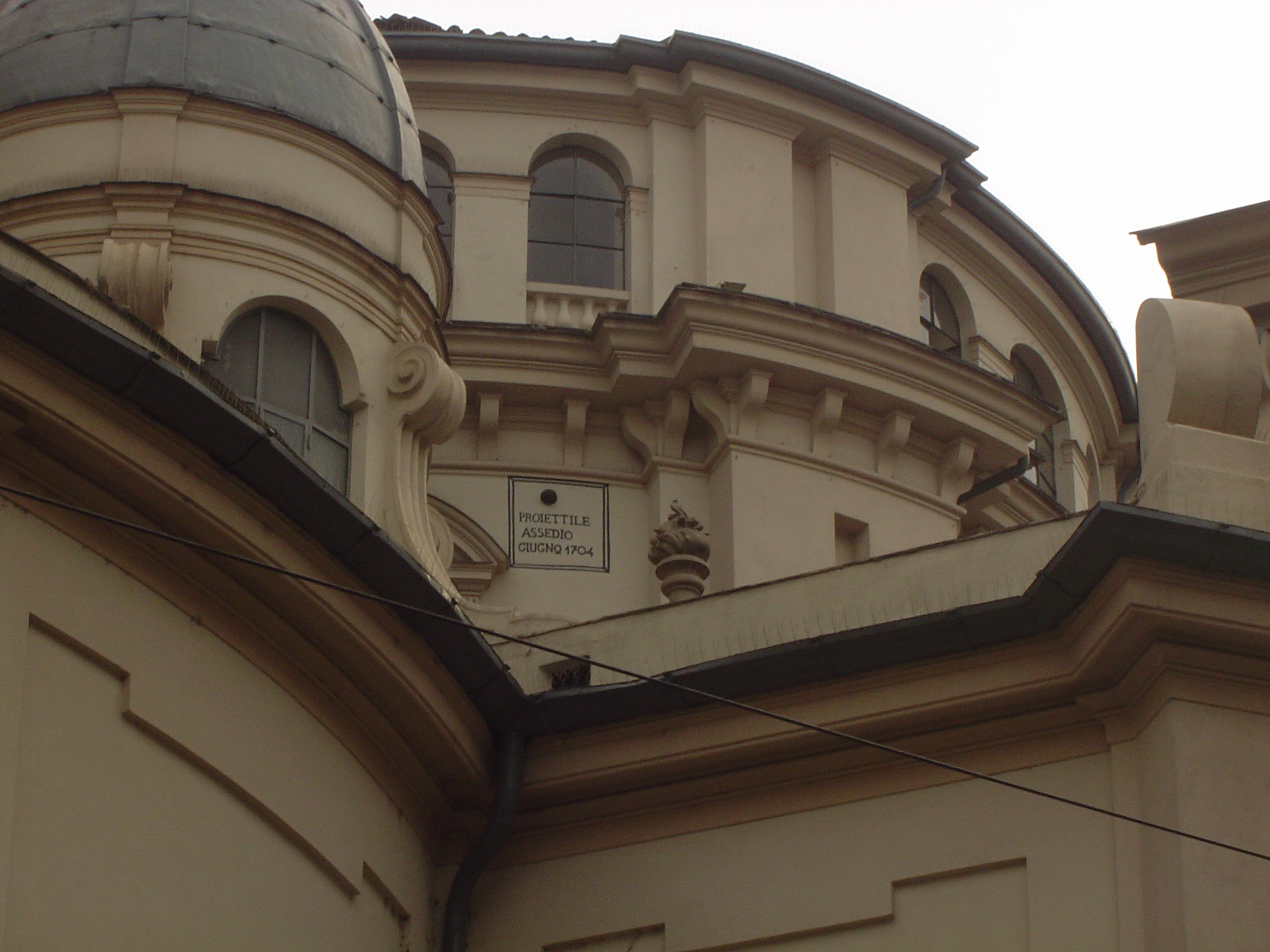
La palla di cannone inesplosa e conficcata nel tamburo della chiesa, retaggio dell'assedio francese del 1706.

I lavori di riedificazione terminati nel 1703, riconsegnarono la basilica ai fedeli che ne fecero il fulcro della fede e della religiosità torinese durante i duri giorni dell'assedio franco-spagnolo. La città si raccomandò alla Consolata per la propria salvezza e come ex voto vennero posti, nei punti di maggiore importanza della città, una serie di piloncini recanti l'effigie della Vergine e la data memoranda: 1706.
La sua posizione geografica sfavorevole, in quanto a ridosso delle mura di cinta della città, rese il santuario particolarmente vulnerabile ai pesanti bombardamenti dell'assedio di Torino del 1706 ma, malgrado le cannonate, rimase in gran parte intatto: un proiettile che colpì la base della cupola si può notare ancora oggi da via della Consolata. Sulla parete laterale esterna è possibile infatti vedere un'iscrizione commemorativa: «PROIETTILE ASSEDIO 1704». A seguito del funesto evento il Consiglio Decurionale della città elesse "Maria Consolatrice" co-patrona, insieme a San Giovanni Battista, del capoluogo piemontese.

### La seconda fase dell'ampliamento (XVIII secolo)

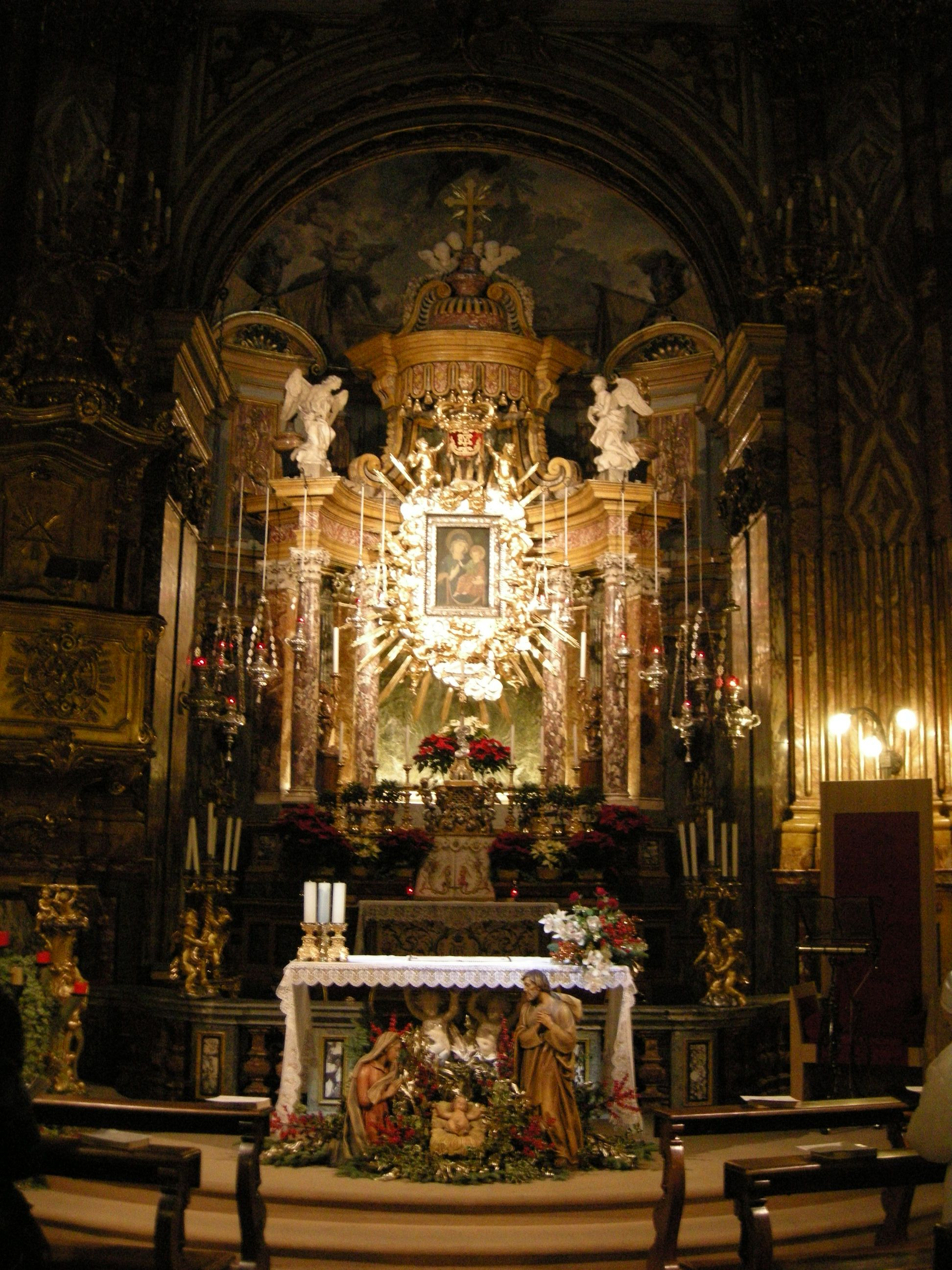
L'icona custodita nella cripta del santuario della Consolata.

La seconda trasformazione barocca avvenne tra il 1729 e il 1740 ad opera dal prolifico Architetto di Corte Filippo Juvarra. L'area del presbiterio venne ridisegnata e Juvarra riprogettò anche il nuovo altar maggiore, ammirabile ancora oggi. La collocazione dell'immagine della Vergine nella nuova nicchia posta a nord, nel precedente esagono guariniano, consentì una maggiore visibilità della stessa. A completamento dell'opera, lo Juvarra realizzò infine la cupola sormontata da una lanterna che favorì la portata della luminosità all'interno.

### L'epoca napoleonica (XIX secolo)

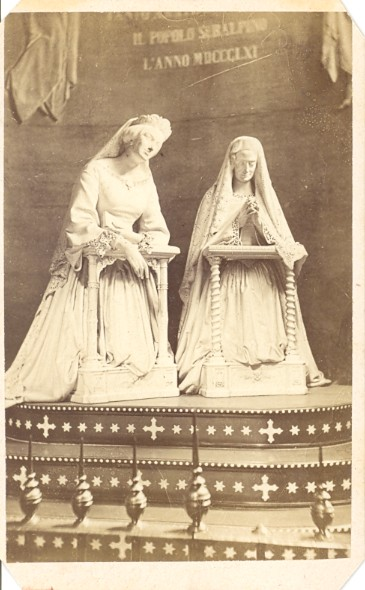
Il gruppo scultoreo di Vincenzo Vela: Le due regine (Maria Teresa d'Asburgo-Toscana e Maria Adelaide d'Asburgo-Lorena)

Il decreto napoleonico del 1802 impose la soppressione degli ordini religiosi e i monaci dell'Ordine Cistercense furono costretti ad abbandonare il santuario che, per un breve periodo, venne trasformato in caserma. Nel 1815 il santuario ritornò ad essere luogo sacro e la reggenza fu affidata agli Oblati di Maria Vergine, su volere dell'arcivescovo Luigi Fransoni.

### La terza fase dell'ampliamento (XIX e XX secolo)
Il santuario della Consolata deve il suo aspetto attuale all'ultimo rimaneggiamento avvenuto tra il 1899 e il 1904, su progetto dell'architetto Carlo Ceppi. I lavori coinvolsero l'area absidale esagonale guariniana che Ceppi ampliò, prevedendo la realizzazione di quattro cappelle ogivali e due coretti a lato del presbiterio. Inoltre, l'ingresso meridionale divenne l'accesso principale e venne arricchito dal pronao neoclassico; venne invece chiuso definitivamente quello posto ad occidente e se ne aprì uno secondario su via della Consolata. Il cantiere fu concluso dall'ingegner Vandone di Cortemilia, che curò anche la progettazione dei nuovi altari, la decorazione policroma delle superfici marmoree e il loggiato affacciato sulla cripta della Madonna delle Grazie.
Nel 1835, a seguito dell'imperversare di un'epidemia del colera, l'amministrazione cittadina fece erigere la colonna sul piazzale adiacente via della Consolata.

### I bombardamenti
La zona dove sorge il santuario fu bombardata dalla RAF il 13 agosto del 1943 con bombe di grosso calibro. Il bombardamento lesionò i soffitti e gli stucchi delle volte distruggendo anche la cappella di Silvio Pellico. Nel corso della seconda guerra mondiale la devozione per la Consolata riacquistò particolare fervore, come suggerito dai numerosi ex-voto risalenti a quel periodo.

## Caratteristiche

Il santuario della Consolata in una cartolina del 1936.

Illuminazione del Santuario con la statua della Madonna, secondo il progetto di Guido Chiarelli nel 1956

### Chiesa
L'edificio è il risultato di numerosi interventi operati nel corso dei secoli. Gli ultimi ampliamenti si possono definire in tre grandi fasi di rimaneggiamenti, attuati tra il Seicento e gli inizi del Novecento. Il pronao tetrastilo, con colonne corinzie, fu realizzato in gusto neoclassico nell'ultimo rimaneggiamento del 1853, su disegni di Gioacchino Marone e Antonio Boffa, quindi arricchito nel 1910 da due statue di Luigi Calderini, raffiguranti il vescovo San Massimo e il Beato Valfrè. Esso introduce, dall'antistante piazza omonima, all'ingresso principale della basilica.
L'edificio è caratterizzato da una planimetria complessa e variegata, unica nel suo genere. Appena entrati, si è accolti dal grande corpus ellittico che anticipa la navata principale a pianta esagonale. Questa prima porzione è detta "aula di Sant'Andrea" e corrisponde all'antica navata unica della precedente chiesa di Sant'Andrea. Essa è riccamente decorata, con tre altari laterali: a sinistra la Cappella di Sant'Anna, con la pala d'altare di Rapous e la cappella mariana che ospita la statua della "Consolata" in argento sbalzato, a destra la Cappella del beato Cafasso. L'accesso frontale conduce alla navata centrale che invece è nota come "esagono guariniano", essendo stato rimaneggiato dal Guarini sul finire del XVII secolo. Lateralmente si aprono due coppie di cappelle ogivali che affiancano la cappella centrale, dove è collocato l'altar maggiore, disegnato da Filippo Juvarra. 
L'antica cripta, originariamente posta sotto il presbiterio della precedente chiesa di Sant'Andrea, corrisponde alla attuale "Cappella delle Grazie", ed è visibile dal loggiato realizzato a un piano ammezzato nell'ultimo ampliamento del XX secolo.

### Torre campanaria
Edificata sul finire del X secolo al completamento della precedente chiesa di Sant'Andrea, fu opera dell'architetto monaco Bruningo, nonché unica testimonianza della precedente chiesa romanica sulla quale è stato edificato l'attuale santuario; è infatti per questo motivo che appare discostato dal corpo barocco della basilica.
Per la sua costruzione fu utilizzato in gran parte del laterizio di epoca romana proveniente da rovine di abitazioni patrizie circostanti; alcuni rilievi marmorei, ancora oggi, sono ben visibili nella parte sottostante. A base quadrata, con una lieve forma tronco-piramidale per aumentarne lo slancio, è di aspetto austero, tipicamente romanico; le facciate sono armoniosamente scandite da 7 ordini di archetti pensili, monofore, bifore e trifore.
Una prima soprelevazione fu eseguita già nel 1330, mentre nel 1406 fu sistemata sulla merlatura guelfa l'attuale cella campanaria, portando la sua altezza a 40 metri, quindi utilizzata come torre di guardia. Nei secoli successivi, alcune finestre vennero chiuse e nel penultimo ordine fu inserito un orologio ma, i sapienti lavori di restauro intrapresi nel 1940, riportarono la struttura al nobile aspetto originario.
La cella campanaria contiene un concerto di nove campane non in scala. La campana maggiore emette la nota SOL 2 ed è stata fusa nel 1940 dalla fonderia Achille Mazzola di Valduggia; è la campana più grande del Piemonte insieme a quella della basilica di San Gaudenzio a Novara ed è una delle più grandi campane d'Italia.

## Il quadro della Vergine e Secondo Pia
Nel XIX secolo Secondo Pia, celebre per essere stato il primo a fotografare la Santa Sindone evidenziandone le proprietà di negativo fotografico, venne incaricato di fotografare l'antico ritratto della Vergine, al fine di riprodurne copie per diffonderla. Durante le delicate operazioni di smontaggio della cornice, a seguito anche del clamoroso furto dei gioielli che adornavano l'effige della Madonna e del Bambino Gesù, dono dei fedeli nei secoli di devozione, furto del quale non fu mai ritrovato né il bottino rubato né gli autori, avvenuto nel 1979,  emerse una scritta alla base del dipinto, identificandolo come ritraente Santa Maria de Popolo de Urbe, riconducendo quindi l'opera a una riproduzione dell'artista Antoniazzo Romano e portata in seguito a Torino dal cardinale Della Rovere.
Nonostante non si tratti dunque dell'originale icona presente nell'antica chiesa di Sant'Andrea, quella attuale è stata e continua a essere oggetto di venerazione. A testimoniarlo sono i moltissimi ex-voto donati dai fedeli, visibili nella navata laterale destra.

## Cappelle e reliquie
All'interno del santuario si possono trovare delle cappelle e delle tombe di importanti figure religiose torinesi, tra le quali ricordiamo:
- san Giuseppe Cafasso (cappella laterale destra, aula di Sant'Andrea), il collaboratore di don Bosco
- cardinale Richelmy, sulla navata destra, cofondatore dell'Istituto missioni della Consolata insieme a don Camisassa e san Giuseppe Allamano (questi ultimi due però sepolti all'I.M.C. di C.so Ferrucci, Torino).
- Coretto di Silvio Pellico, molto devoto alla Consolata, situato nell'angolo in fondo a destra.
- Cappella di San Valerico (o Valerio), sul lato destro: la tradizione vuole che qui siano conservate le reliquie del santo di Leuconay, monaco francese del VI secolo, traslate durante gli spostamenti da Novalesa a Torino nel X secolo (e raffigurati nel quadro del Cervetti del 1730). Durante l'epidemia di peste del 1568, il santo divenne poi copatrono di Torino.

## Ricorrenza
La ricorrenza è celebrata il 20 giugno di ogni anno. Tale data è stata scelta in ricordo del miracolo del cieco di Briançon. Notevole, nel giorno della festa, è la processione per le vie cittadine.

## In letteratura
Il poeta in lingua piemontese Nino Costa ha dedicato alla chiesa una poesia, pubblicata nella raccolta Fruta madura del 1931 con il titolo La Consolà. Fa parte di un ciclo di cinque poesie dedicate ad altrettante chiese di Torino (le altre sono la chiesa sconsacrata dei Santi Simone e Giuda, i Santi Martiri, Maria Ausiliatrice e San Domenico). Nino Costa coglie l'aspetto di una devozione che accomuna tutte le classi sociali torinesi, presentando una facoltosa contessa, giunta in chiesa in carrozza, accanto a un'umile popolana, mentre si trovano a recitare insieme un'Ave Maria sottovoce davanti all'effigie della Madonna. C'è anche un riferimento liturgico alle molte Messe che si celebrano nel santuario, ma in qualche modo le due protagoniste paiono recarsi in chiesa più per motivi di devozione popolare che non per assistere alla messa letta del sacerdote. Davanti alla Madonna le donne possono trovare conforto per le pene, le paure e le angosce, che le accomunano almeno dal punto di vista spirituale, al di là di ogni differenza di ceto.
Nel finale del libro Il Codice Gianduiotto, parodia del celebre romanzo Il codice da Vinci ad opera dello scrittore astigiano Bruno Gambarotta, la torre campanaria della Consolata si rivela il luogo in cui Leonardo ha nascosto la ricetta segreta del leggendario "gianduiotto ierogamico".